# Cuscohygrine
La cuscohygrine est un alcaloïde de la famille des azolidines (ou alcaloïdes pyrrolidiniques) présent dans les feuilles de coca. Il peut aussi être extrait des plantes de la famille des Solanaceae comme l'Atropa belladonna (belladone), la Datura inoxia ou encore la Datura stramoine. La cuscohygrine se trouve généralement en présence d'autres alcaloïdes, comme l'atropine ou la cocaïne.
La cuscohygrine (ainsi que l'un de ses métabolites, l'hygrine) fut isolée pour la première fois par le chimiste allemand Carl Liebermann en 1889, comme alcaloïde présent avec la cocaïne dans les feuilles de coca (aussi connues sous le nom de feuille de « Cusco »).
La cuscohygrine se présente sous la forme d'un liquide huileux, qui ne peut être que distillé sous vide sous peine de décomposition. Elle est soluble dans l'eau, et forme avec elle un trihydrate cristallin optiquement inactif, C13H24N2O·3H2O, qui fond à 40–41 °C.[réf. souhaitée]

## Stéréochimie
La cuscohygrine présente deux centres stéréogènes (le C2 de chaque cycle pyrrole), elle est donc chirale. Cependant, possédant un plan de symétrie (parallèle à la liaison C=O), un des stéréoisomères est optiquement inactif, c'est le composé méso. La cuscohygrine se présente donc sous la forme d'une paire d'énantiomères et de ce composé méso, diastéréoisomère :
- 2R,2'R-cuscohygrine[2] ;
- 2S,2'S-cuscohygrine[2] ;
- R,S-cuscohygrine[2].